# 求人ジャーナル
株式会社求人ジャーナル（きゅうじんジャーナル）は、本社を群馬県高崎市に置く、求人広告を中心とする出版およびインターネットにおける情報サービスを行なっている企業。

## 事業内容
関東・東北・中部地方において求人広告「求人ジャーナル」（インターネット・フリーペーパー・新聞折込・有料誌）や賃貸住宅情報誌「住宅ジャーナル」・レシピ情報「ぽるた〜た」（フリーペーパー・インターネット）を発行しているほか、書籍出版物として注文住宅専門誌「IECOCORO」・「まるごと食べ歩き」シリーズ・「温泉宿」シリーズなども発行している。また、インターネットによる求人情報や住宅情報の提供など、幅広い情報サービスを展開している。

### 求人広告事業
- 求人ジャーナルネット
- 求人ジャーナルアプリ
- 求人チラシ 求人ジャーナル
- フリーペーパー 求人ジャーナル
- ドライバージャーナル

### 採用支援事業
- えんと～り
- 転職プラザ✖就活プラザ

### 紹介事業
- 産業医サポート
- ジャーナルコネクト

### ライフサービス業
- 住宅ジャーナル
- IECOCORO

### その他サービス業
- 湯まっぷ

## 沿革
- 1985年7月 - 「求人タイムス社」として群馬県高崎市新保町にて創業
- 1986年7月 - 「株式会社 求人ジャーナル」設立　代表取締役 箱田 好男 就任
- 1988年10月 - 群馬県太田市に太田営業所（のちに太田支店）開設
- 1991年8月 - 埼玉県熊谷市に熊谷営業所 開設
- 1992年1月 - 群馬県高崎市日高町に印刷工場 開設
- 1992年7月 - 住宅情報誌「群馬住宅ジャーナル」創刊
- 1994年4月 - 「ジャーナル印刷株式会社」設立　代表取締役 箱田 好男 就任
- 1994年10月 - 埼玉県さいたま市（旧大宮市）に大宮営業所（のちにさいたま支店）開設
- 1996年6月 - 群馬県高崎市に新社屋完成
- 1996年7月 - 栃木県宇都宮市に宇都宮営業所（のちに宇都宮支店）開設
- 2000年7月 - 「前橋第一印刷工場」を新設
- 2009年11月 - 注文住宅専門誌「IECOCORO」群馬版創刊
- 2010年5月 - 東京都千代田区に首都圏営業所（のちに東京支社）開設
- 2017年4月 - ジャーナルビル（群馬県高崎市）に「ジャーナルスタッフ株式会社」開設

## グループ企業
- ジャーナル印刷 株式会社
- 株式会社 ジャーナルネット
- ジャーナルスタッフ 株式会社